# Frédéric Fonteyne
Frédéric Fonteyne (Uccle (Brussel·les), 9 de gener de 1968) és un cineasta belga. Va dirigir les pel·lícules Une liaison pornographique (1999), La Femme de Gilles (2004), Tango libre (2012), i Filles de joie (2020).
Frédéric Fonteyne va estudiar realització a l'IAD (Louvain-la-Neuve). Allà va conèixer Philippe Blasband amb qui va fer les seves primeres pel·lícules, i va conèixer a Patrick Quinet durant el rodatge de Max et Bobo (1997) i amb qui es va associar després.

## Temes
Les pel·lícules de Frédéric Fonteyne sovint tracten les relacions amoroses entre homes i dones, veuen el comportament femení quan s'enfronten al seu amor per diversos homes. Declara que "el cinema té aquesta capacitat màgica de tocar coses íntimes". Une liaison pornographique (1999) narra la història d'una dona que, buscant una relació purament sexual, es veu atrapada en el joc de l'amor amb el seu amant malgrat ella. Aquesta pel·lícula va ser molt criticada pels Cahiers du Cinéma però aplaudida al Mostra Internacional de Cinema de Venècia. La Femme de Gilles (2004) narra, en un entorn rural i tradicional del període d'entreguerres, la història de l'Elisa que observa la passió del seu home per una altra dona i busca adaptar-s'hi d'alguna manera per mantenir la imatge d'una parella perfecta. A Tango libre (2012) l'introvertit guàrdia de presó Jean-Christophe s'enamora d'una dona que visita el seu marit i el seu amant a la presó on treballa. Filles de joie (2020) narra la història de tres dones corrents del nord de França que cada dia creuen la frontera per prostituir-se en prostíbuls belgues Filles de joie fou seleccionada per representar Bèlgica als Premis Oscar de 2021.

## Filmografia

### Curtmetratges
- 1998: Bon anniversaire Sergent Bob (guió de Philippe Blasband)
- 1989: Les Vloems (guió de Philippe Blasband)
- 1991: La Modestie (guió de Philippe Blasband, sèrie Les 7 péchés capitaux)[2]
- 1993: Bob le déplorable (guió de Philippe Blasband)

### Llargmetratges
- 1992: Les sept pêchés
- 1997: Max et Bobo (guió de Philippe Blasband)
- 1999: Une liaison pornographique (guió de Philippe Blasband), amb Nathalie Baye i Sergi López
- 2004: La Femme de Gilles
- 2012: Tango libre
- 2020: Filles de joie

### Ajudant de director
- 1998: L'École de la chair de Benoît Jacquot

## Premis
- 1998: Gran Premi al Festival de Mannheim-Heidelberg per Max et Bobo[1]
- 2004: Premi d'art i assaig a la Mostra Internacional de Cinema de Venècia per La Femme de Gilles[1]
- 2012: Premi Especial del Jurat Orizzonti a la Mostra Internacional de Cinema de Venècia per Tango libre[1]
- 2012: Gran Premi al Festival Internacional de Cinema de Varsòvia per Tango libre[1]